# Linear Algebra and its Applications
Linear Algebra and its Applications — математический журнал, публикующий работы в области конечномерной линейной алгебры, теории матриц, а также на связанные с ними темы, включая алгебраические, арифметические, геометрические, комбинаторные и численные аспекты этих разделов математики.
Журнал основан в 1968 г. группой математиков: A.J. Hoffman, A.S. Householder, A.M. Ostrowski, H. Schneider, O. Taussky Todd, последний из которых стал его главным редактором. 
В настоящее время публикуется издательством Elsevier с периодичностью 2 номера в месяц. 